# Ehemaliges Wachthaus (Egelsbach)

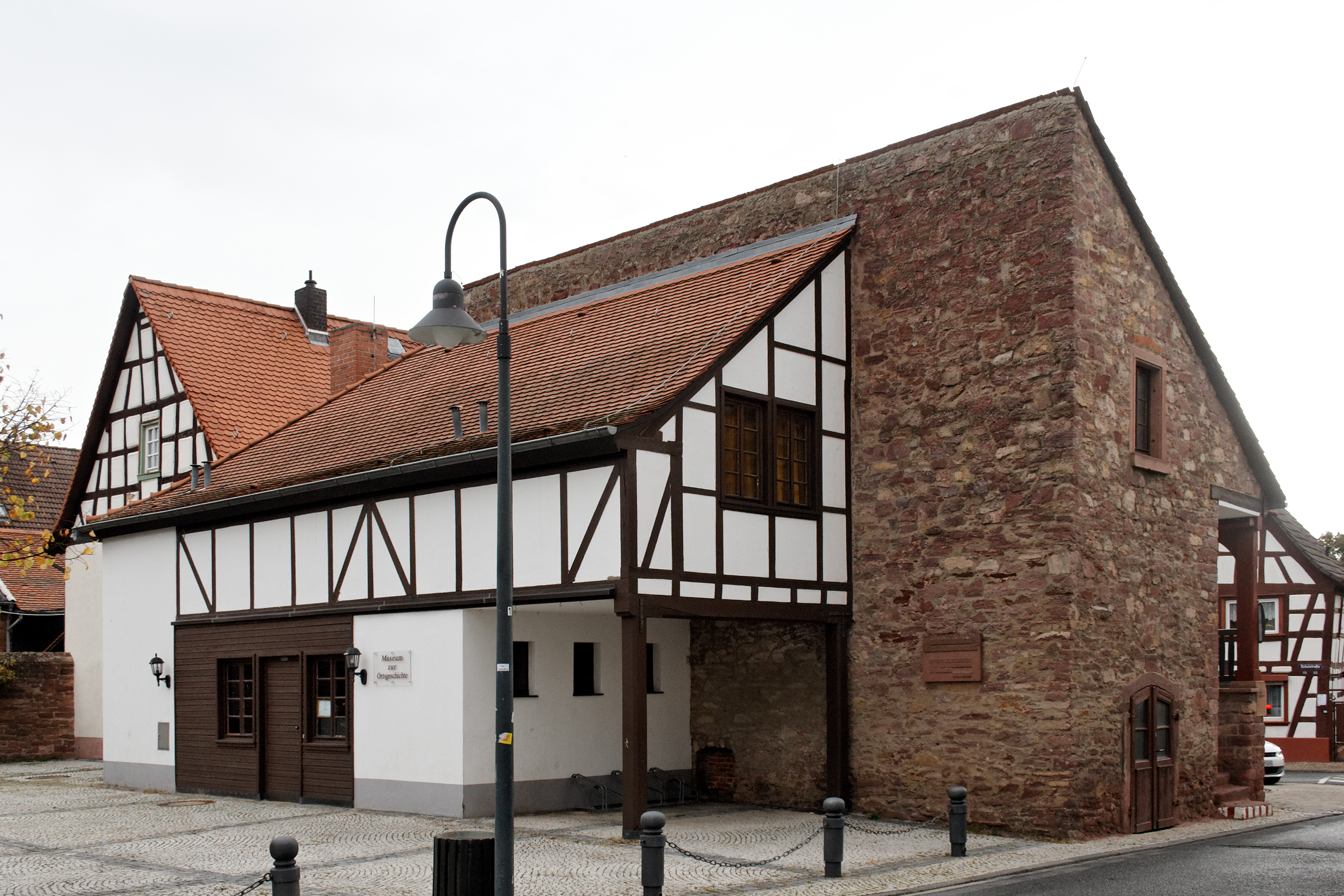
Ehemalige Wachthaus, Ansicht von Süden (2012)

Das Ehemalige Wachthaus ist ein Bauwerk in Egelsbach im Landkreis Offenbach in Hessen.

## Architektur und Geschichte
Das ehemalige Wachlokal der Ortspolizei ist ein Beispiel für den heute selten erhaltenen Typus des Wachthauses, der meist mit Säulenfront und Arrestraum ausgestattet – wie etwa auch in Mühlheim am Main –, für den südhessischen Raum seit dem späten 18. Jahrhundert nachweisbar ist.
Eine Besonderheit ist in diesem Fall die Verbindung des wahrscheinlich älteren Kellers mit dem loggienartigen Aufbau aus Bruchsteinmauerwerk und einer Holzkonstruktion.
Das ziegelgedeckte Pultdach des Wachthauses weist auf die ehemalige rückseitige Bebauung hin.
Die Vorderfront des heute freistehenden Bauwerks ist ein charakteristisches Element der Ortsmitte von Egelsbach.
Das Ehemalige Wachthaus ist aus architektonischen und ortsgeschichtlichen Gründen ein Kulturdenkmal.